# Carta 77

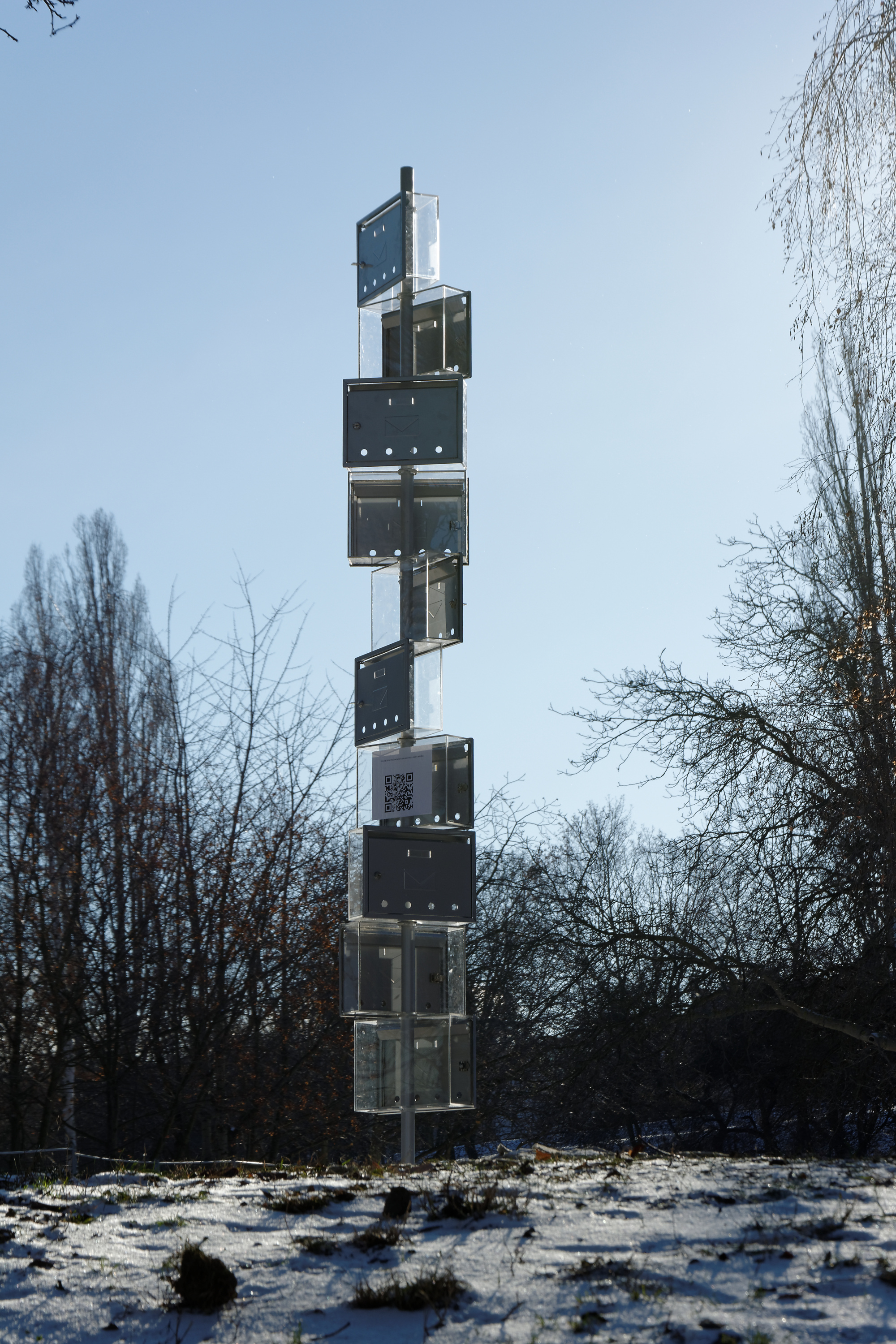
Monumento a los firmantes de la Carta 77

La Carta 77 fue una declaración que pedía a los dirigentes comunistas de Checoslovaquia adherirse no solo a sus propias leyes, sino también a los principios de derechos humanos recogidos en los Acuerdos de Helsinki, de los que el Gobierno checo era parte. Fue dada a conocer el 6 de enero de 1977 y estaba firmada por 241 personas. Difundir dicho manifiesto fue considerado un crimen por el régimen.
En 1968 el Gobierno comunista de Checoslovaquia se había propuesto desarrollar un «socialismo más humano». Sin embargo, esto no gustó a la Unión Soviética, que ordenó a las fuerzas del Pacto de Varsovia invadir Checoslovaquia en agosto de ese año. Durante el gobierno de Gustáv Husák se arrestó, en diciembre de 1976, a los miembros de la banda de rock psicodélico The Plastic People of the Universe por «perturbar el orden público», lo que motivó a los firmantes —un grupo de artistas, escritores y músicos— a pedir su libertad.
La Carta 77, cuyo primer portavoz fue Václav Havel y donde imprimió su magisterio moral el fenomenólogo Jan Patočka, fue el primer núcleo de resistencia organizada contra el régimen. Seguido por «no marxistas» y gente de la llamada «zona gris», así como integrantes de las estructuras oficiales, se componía de una multitud de personas que estaban en contra del régimen, pero que no manifestaban abiertamente su oposición por temor a perder su empleo.
Los efectos de la Carta 77 se vieron posteriormente: Havel fue encarcelado, pero la pacífica Revolución de Terciopelo, unos años después, tuvo el respaldo de la mayor parte de la sociedad, por lo que en otoño de 1989 el régimen comunista de Checoslovaquia cayó y Václav Havel fue elegido presidente de la República checoslovaca el 29 de diciembre de 1989.